# Swan Hill
Swan Hill is een stad in de Australische deelstaat Victoria. De stad telt ruim 9.000 inwoners (in 2011) en ligt 338 kilometer ten noordwesten van de hoofdstad van Victoria, Melbourne. De stad is gesticht in 1846.
Swan Hill ligt aan de Murray Valley snelweg, aan de Murray en aan de Loddon.

## Naam
Het gebied werd genoemd door ontdekkingsreiziger Thomas Mitchell, terwijl hij kampeerde bij een heuvel op 21 juni 1836.
Tussen het riet op het punt van de grond tussen de twee rivieren was een ondiepe lagune waar zwanen en andere wilde vogels zo overvloedig dat, hoewel het een halve mijl van ons kamp lag, ons verstoorde met hun geluid door de nacht. Daarom noemde ik deze enigszins opmerkelijk en geïsoleerde functie Swan Hill, een punt dat waarschijnlijk kan worden gevonden op de kruising van twee fijne beekjes markeren.

—Thomas Mitchell

## Geboren
- James Aldridge (1918), schrijver en journalist
- Glenn O'Shea (1989), wielrenner

Ararat ·
Ballarat ·
Benalla ·
Bendigo ·
Geelong ·
Hamilton ·
Horsham ·
Melbourne (hoofdstad) ·
Moe ·
Morwell ·
Mildura ·
Portland ·
Sale ·
Shepparton ·
Swan Hill ·
Traralgon ·
Wangaratta · 
Warrnambool ·
Wodonga